# Parafia św. Jadwigi Królowej w Lublinie
Parafia Świętej Jadwigi Królowej w Lublinie – parafia rzymskokatolicka w Lublinie, należąca do archidiecezji lubelskiej i Dekanatu Lublin – Północ. Została erygowana 21 grudnia 1982 roku. Obejmuje ulice: Braci Wieniawskich, Kaprysową, Koncertową, Paryską, Poturzyńską, Smyczkową, Symfoniczną, Żelazowej Woli, Żywnego, Melomanów i Operową. Kościół parafialny wybudowano w latach 1982–1985. Od roku 2010 proboszczem jest ks. prałat Andrzej Głos.